# 122 mm M1909/37
L'obice da 122 mm M1909/37  (in russo: 122-мм гаубица обр. 1909/37 гг.) era un obice campale sovietico, versione modernizzata del 122 mm M1909 risalente alla prima guerra mondiale. Venne impiegato nell'Armata rossa nella Grande Guerra Patriottica.

## Storia

### Sviluppo e produzione
Il pezzo era il risultato della modernizzazione del 122 mm M1909 di epoca zarista, sviluppato inizialmente dalla Krupp, impiegato dall'Esercito imperiale russo durante la prima guerra mondiale e rimasto in servizio dopo la rivoluzione d'ottobre.
Dalla fine degli anni venti, l'Armata Rossa cercò di aggiornare le sue artiglierie della prima guerra mondiale. La modernizzazione venne affidata all'Impianto Perm' nel 1937 e riguardava una camera di scoppio allungata, nuovi organi di mira ed un affusto irrobustito. Il pezzo risultante fu adottato come 122 mm M1909/37. Circa 800-900 vecchi M1909 vennero aggiornati allo standard M1909/37.
Il M1910/30 era un tipico obice a canna corta, destinato al tiro ad alti angoli di elevazione, da +20° a +43°. I proietti potevano essere lanciati con 6 cariche propellenti progressive (dalla carica N. 1 alla N. 5 e carica piena). La bocca da fuoco aveva un otturatore a cuneo orizzontale, un freno di sparo idraulico ed un recuperatore a molla. L'affusto a coda unica aveva ruote in legno senza sospensioni, con ridotto brandeggio della culla.

### Organizzazione e impiego operativo

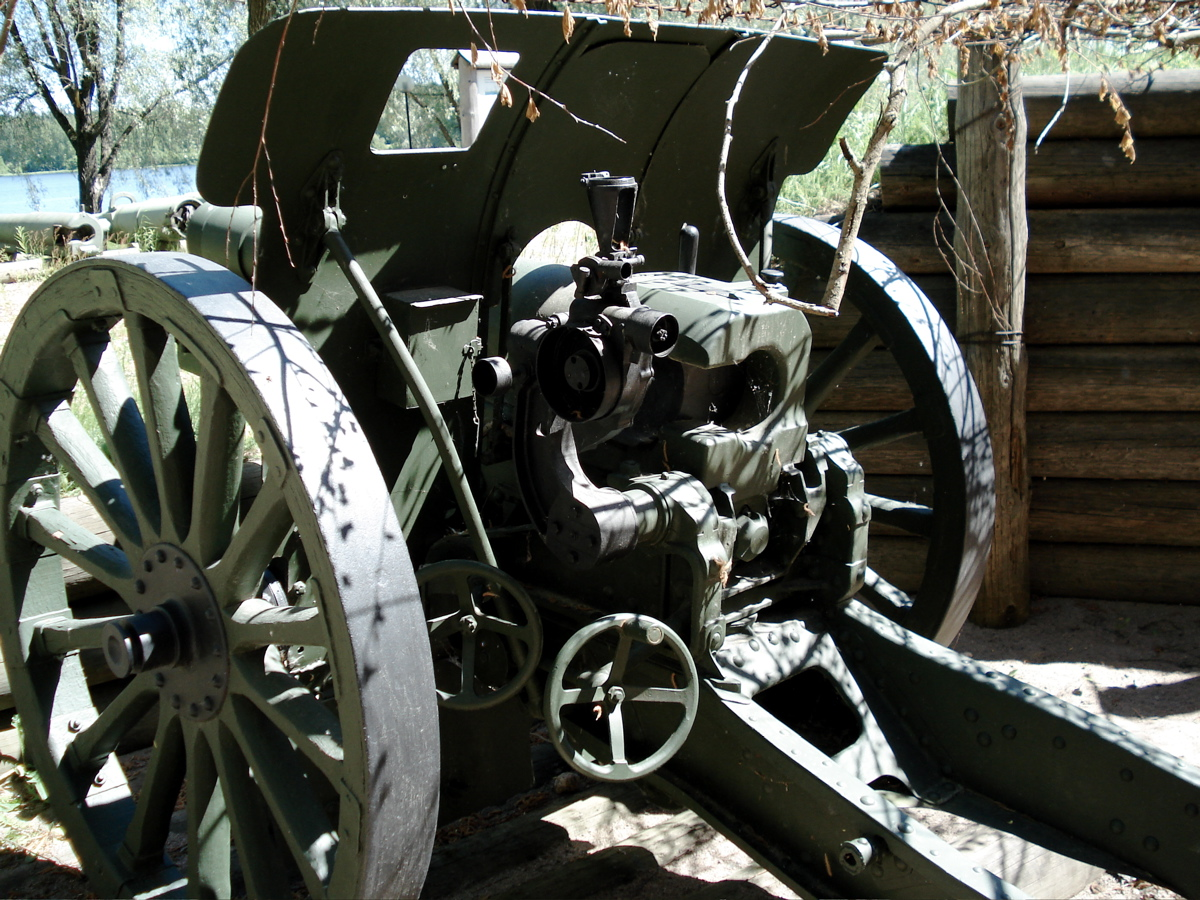
M1909/37 esposto al Museo d'Artiglieria Hämeenlinna, Finlandia.

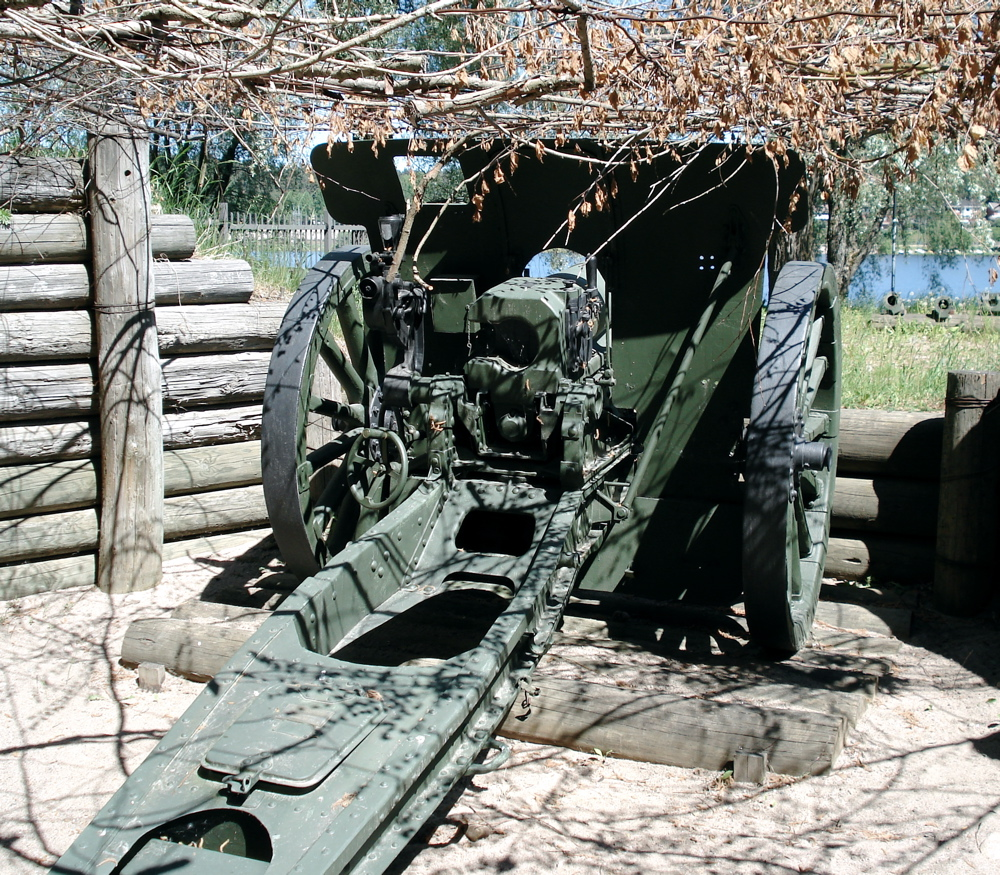
M1909/37 esposto al Museo d'Artiglieria Hämeenlinna, Finlandia.

#### Armata Rossa
Nell'Armata Rossa il M1910/30 era l'obice divisionale standard. In accordo con l'organizzazione del 1939, ogni divisione di fucilieri (fanteria) schierava due reggimenti d'artiglieria: il reggimento leggero schierava un battaglione di cannoni da 76,2 mm, due battaglioni misti su una batteria da 76,2 mm e due batterie di obici da 122 mm; il reggimento obici schierava invece un battaglione obici da 122 mm ed un battaglione obici da 152 mm; per un totale di 28 obici da 122 mm per divisione. Nel giugno 1940 venne aggiunto un secondo battaglione obici da 122 mm al reggimento obici, portando il numero totale a 32. Nel giugno 1941 i reggimenti obici vennero rimossi dall'organico divisionale, che così poteva contare su 16 obici. Questa organizzazione venne mantenuta per tutta la guerra, eccetto che nelle divisioni fucilieri della Guardia che da dicembre 1942 ebber tre battaglioni di artiglieria, ognuno su due batterie da 76,2 mm e una batteria di obici da 122 mm, per un totale di 12 obici. Da dicembre 1944 queste divisioni ricevettero un reggimento obici su 5 batterie e 20 obici. Da giugno 1945 tutte le divisioni fucilieri furono riorganizzate sul modello della Guardia.
Le divisioni fucilieri da montagna nel 1939-1940 schieravano un battaglione di obici da 122 mm (3 batterie, 9 obici). Dal 1941 esse ricevettero un reggimento di artiglieria ciascuna, ognuno su 2 battaglioni di 3 batterie su 4 obici, per un totale di 24 obici. Dall'inizio del 1942 rimase solo un battaglione (2 batterie con 8 obici). Dal 1944 gli obici furono rimossi dall'organico delle divisioni da montagna.
Le divisioni motorizzate avevano due battaglioni misti di artiglieria su una batteria da 76,2 mm, due batterie da 122 mm, per un totale di 12 obici. Le divisioni di cavalleria fino al 1941 avevano due batterie di obici da 122 mm, per un totale di 8 pezzi, per poi essere rimossi.
Fino alla fine del 1941 le brigate fucilieri schieravano ognuna una batteria di 4 obici da 122 mm.
L'obice era anche in dotazione alle brigate obici della riserva del comando superiore, con una dotazione di 72-84 pezzi.
Il M1909/37 iniziò a rimpiazzare il M1909 nel 1937. Al 1 ottobre 1936 l'Armata Rossa schierava 920 obici M1909; entro l'inizio della guerra tedesco-sovietica tutti i pezzi erano stati rimpiazzati. Il cannone modernizzato entrò in azione nella guerra d'inverno e nella Grande Guerra Patriottica contro le Potenze dell'Asse. Il 1 giugno 1941 l'Armata Rossa schierava 800 pezzi. A causa delle perdite in combattimento, a metà della guerra solo pochi pezzi erano ancora in servizio.

#### Altri utilizzatori
Un certo numero di M1909/37 cadde nelle mani della Wehrmacht nel 1941-1942 e venne immesso in servizio con la denominazione 12,2 cm leFH 386(r).
L'Esercito finlandese catturò alcuni obici di questo tipo durante la guerra d'inverno ed altri 21 durante la guerra di continuazione. I finlandesi ridenominarono il pezzo 122 H/09-30. Questi pezzi furono usati contro i loro ex-possessori ed alcuni andarono perduti. I finlandesi portarono allo standard M1909/30 circa 30 M1909 in loro possesso dai tempi della guerra civile: questi pezzi vennero denominati 122 H/09-40, usati nella guerra di continuazione.
Le modifiche non risolsero alcuni dei limiti strutturali del vecchio pezzo, quali la limitata velocità di traino sull'assale non ammortizzato, la limitata elevazione ed il limitatissimo brandeggio. La canna corta causava una limitata gittata, minore di quella del corrispondente obice tedesco 10,5 cm leFH 16, con 8,9 km contro 10,7 km. La bassa velocità alla volata ed il ridotto brandeggio rendeva l'arma inutilizzabile contro i mezzi corazzati. Nonostante l'introduzione nel 1943 di una munizione a carica cava, i limiti di cui sopra rendevano molto scarse le possibilità di colpire un piccolo bersaglio in movimento.
D'altro canto, il M1909/37 era robusto ed affidabile, era più leggero del M1938 o del 10,5 cm leFH 16. Esso era simile per la maggior parte delle caratteristiche ad un altro obice della Grande Guerra modernizzato, il 122 mm M1910/30, eccetto che per la più bassa cadenza di tiro. Considerando che nel 1930 l'URSS non era pronta per lo sviluppo e la produzione di una moderna artiglieria, questa modernizzazione di vecchi cannoni rappresentò un ragionevole compromesso.

## Munizionamento
Nonostante il M1909/37 avesse la canna sensibilmente più lunga ed una minore elevazione massima rispetto al M1910/30, secondo Shirokorad i due cannoni avevano identiche prestazioni balistiche.
| Munizionamento disponibile                                 |         |          |                    |                           |            |
| Tipo                                                       | Modello | Peso, kg | Peso carica HE, kg | Velocità alla volata, m/s | Gittata, m |
| Proiettili perforanti                                      |         |          |                    |                           |            |
| HEAT (da maggio 1943)                                      | BP-460A |          |                    |                           |            |
| Proiettili ad alto esplosivo ed a frammentazione           |         |          |                    |                           |            |
| HE-Frammentazione, acciaio (1.000 schegge efficaci a 30 m) | OF-462  | 21,76    | 3,67               | 364                       | 8.910      |
| Frammentazione, ferro acciaioso                            | O-462A  | 21,7     |                    | 364                       | 8.910      |
| Frammentazione, ferro acciaioso                            | О-460А  |          |                    |                           |            |
| HE, antiquata                                              | F-460   |          |                    | 344                       | 7.550      |
| HE, antiquata                                              | F-460N  |          |                    | 344                       | 7.550      |
| HE, antiquata                                              | F-460U  |          |                    | 344                       | 7.550      |
| HE, antiquata                                              | F-460K  |          |                    | 344                       | 7.550      |
| Shrapnel                                                   |         |          |                    |                           |            |
| Shrapnel con miccia da 45 sec                              | Sh-460  |          |                    | 343                       | 7.230      |
| Shrapnel con miccia T-6                                    | Sh-460T |          |                    | 342                       | 7.240      |
| Proiettili a caricamento chimico                           |         |          |                    |                           |            |
| Frammentazione-chimica                                     | OH-462  |          |                    | 364                       | 8.950      |
| Chimica                                                    | H-462   | 21,8     | -                  | 366                       | 8.477      |
| Chimica                                                    | H-460   |          | -                  | 358                       | 7.700      |
| Altri proietti                                             |         |          |                    |                           |            |
| Illuminante                                                | S-462   |          | -                  | 340                       | 6.800      |
| Propaganda                                                 | A-462   |          | -                  | 364                       | 7.000      |
| Fumogena, acciaio                                          | D-462   |          |                    | 364                       | 8.910      |
| Fumogena, ferro acciaioso                                  | D-462A  |          |                    |                           |            |